# Ben de Brouwer
Bernardus Theodorus Petrus Maria (Ben) de Brouwer (Tilburg, 15 augustus 1948 - Zaltbommel, 6 juni 1996) was een Nederlands honkballer.

## Jeugd
Ben de Brouwer leerde honkballen op het St.-Odulphuslyceum in Tilburg. Zijn talent was duidelijk zichtbaar en hij viel als pitcher op in de Tilburgse Junioren Honkbalcompetitie. Hij ontving een uitnodiging om centrale trainingen te volgen op het PSV-veld in Eindhoven die onder leiding stonden van Bill Arce en Charley Urbanus. Hij maakte deel uit van het Brabants jeugdteam waar hij succesvol pitchte tijdens een rayonstoernooi in Schiedam. Dat leidde tot een uitnodiging om als 14-jarige deel uit te maken van het Babe Ruth League-team en hij was daar pitcher tijdens het Europees jeugdkampioenschap in Karlsruhe in augustus 1963. In 1964 ontving hij de Ron Fraser Award als meestbelovende jonge speler in het Nederlandse honkbal.

## HSC
In 1965 speelde hij voor HSC Tilburg (Honkbal- en Softbalclub Tilburg). Deze club was op 8 maart 1964 opgericht na een fusie van de Blue Lions en OSOS. Vanwege zijn leeftijd heeft de club dispensatie moeten krijgen om hem bij de senioren mee te laten doen. De ploeg speelde in de 2de klasse en behaalde in 1965 de tweede plaats en promoveerde in 1967 naar de overgangsklasse. Een jaar later miste de ploeg de promotie naar de hoofdklasse op een haar na. In datzelfde jaar 1968 trainde De Brouwer van 7 maart tot 11 april in de Verenigde Staten met de New York Yankees op kosten van het Leo van der Kar fonds.

## Hoofdklasse en Nederlands team
De Brouwer vertrok in 1969 naar Sparta (nu Sparta/Feyenoord) dat in de hoofdklasse speelde. In 1970 nam hij met het Nederlands team deel aan de Wereldkampioenschap honkbal in Colombia. Het negental slaagde erin daar één wedstrijd te winnen van de Nederlandse Antillen. De Brouwer maakte in 1971 deel uit van het Nederlands honkbalteam dat deelnam aan de Europees kampioenschap honkbal in Italië en daar, in het hol van de leeuw, de Europese titel veroverde. Hij speelde vier seizoenen bij Sparta, waarvan er drie in een landskampioenschap eindigden, voordat een schouderblessure hem noodzaakte om de actieve sport vaarwel te zeggen.

## Sportbestuurder
Hij werkte enkele jaren als sportorganisator bij sportpaleis Ahoy' in Rotterdam voordat hij in 1979 de overstap maakte naar de Koninklijke Nederlandse Baseball en Softball Bond en daar de eerste bondsdirecteur werd. Op 1 januari 1992 begon De Brouwer als nieuwe topsport-manager van de honkbal- en softbalbond. Zijn werkzaamheden beperkten zich niet tot het A-team, maar hij bekommerde zich ook om de cadetten (honkbal), de nationale dames en heren softbalploeg en Jong Oranje (dames-softbal).

## Overlijden
De Brouwer kwam op 6 juni 1996, op 47-jarige leeftijd, om het leven ten gevolge van een auto-ongeluk in Zaltbommel en werd op 10 juni van dat jaar gecremeerd in Uden.